# Montréal-la-Cluse
Montréal-la-Cluse ist eine französische Gemeinde mit 3584 Einwohnern (Stand 1. Januar 2022) im Département Ain in der Region Auvergne-Rhône-Alpes. Sie gehört zum Kanton Nantua im Arrondissement Nantua.

## Geographie
Montréal-la-Cluse liegt auf 500 m, etwa zehn Kilometer südwestlich der Stadt Oyonnax und 27 Kilometer östlich der Präfektur Bourg-en-Bresse (Luftlinie). Das Dorf erstreckt sich im nördlichen Bugey, in der Ebene nordwestlich des Lac de Nantua im Jura, an der Ange am Eingang in das Juraquertal der Cluse de Nantua.
Die Fläche des 12,83 km² großen Gemeindegebiets umfasst einen Abschnitt des südlichen französischen Juras. Der westliche Teil liegt in der Ebene von Brion, die hier eine Breite von fast zwei km aufweist und eine Synklinale im Faltenjura bildet. Früher war die Ebene ein großes Sumpfgebiet, das nach der künstlichen Absenkung des Seespiegels des Lac de Nantua im Jahr 1856 drainiert und in Kulturland umgewandelt wurde. Die südliche Grenze verläuft entlang dem Abflusskanal Bras du Lac, welcher das Wasser dem Oignin zuführt. Auch die Ange aus dem Oyonnax-Tal durchfließt die Ebene und mündet bei Brion in den Oignin.
Begrenzt wird die Talebene im Westen vom Höhenzug bei Montréal. Nach Osten erstreckt sich das Gemeindeareal in das dicht bewaldete Gebiet des Hochjuras. Hier befinden sich das Plateau de Don (760 m), das mit einer Felskante steil zum Lac de Nantua abfällt, das tief eingeschnittene Erosionstal des Dorfbachs von Le Landéron und das gegen Osten langsam ansteigende Hochplateau der Forêt de Montréal. In diesem Waldgebiet wird mit 960 m die höchste Erhebung von Montréal-la-Cluse erreicht.
Die Gemeinde Montréal-la-Cluse besteht aus verschiedenen Dörfern und Weilern, nämlich:
- Montréal (500 m) leicht erhöht am westlichen Rand der Talebene der Ange
- La Cluse (478 m) an einem wichtigen Straßenkreuz am Nordwestufer des Lac de Nantua
- La Croix-Chalon (476 m) in der Ebene an der Ange
- Le Landéron (485 m) am östlichen Rand der Talebene der Ange
- Le Grand Pont (490 m) in der Talebene der Ange

Nachbargemeinden von Montréal-la-Cluse sind Izernore und Martignat im Norden, Apremont im Osten, Nantua und Port im Süden sowie Brion und Béard-Géovreissiat im Westen.

## Geschichte
Die früheste Siedlung auf dem heutigen Gemeindegebiet hieß Sénoche und befand sich in der Talniederung der Ange östlich des jetzigen Montréal. Nachdem die Herren von Thoire-Villars von 1244 bis 1248 auf einem Felssporn ihre Burg erbaut hatten, die sie Mons Regalis nannten, gaben die Bewohner von Sénoche ihre Siedlung auf, ließen sich am Fuß des Burghügels nieder und gründeten somit das Dorf Montréal. 1287 wurden dem Ort gewisse Freiheitsrechte zugesprochen. Unter Humbert VII. von Thoire-Villars wurden Burg und Dorf 1402 den Grafen von Savoyen verkauft, die von nun an befugt waren, den Kastlan von Montréal einzusetzen. Die Siedlung La Cluse entwickelte sich an der Stelle des einstigen Siechenhauses von Montréal.
Mit dem Vertrag von Lyon gelangte Montréal im Jahre 1601 an Frankreich. Unter König Heinrich IV. wurde die Burg Montréal 1602 abgerissen. Auf Veranlassung von Ludwig XIII. wurde die Burg 1622 jedoch wiederaufgebaut und Garnisonsstandort. Doch folgte bereits 1635 der erneute Abriss. Im 17. Jahrhundert ging die Herrschaft Montréal an die Familie Douglas über, welche bis zur Französischen Revolution hier residierte.
Im Jahr 1979 wurde Montréal offiziell in Montréal-la-Cluse umbenannt, da La Cluse am Straßenkreuz am Eingang in die Cluse de Nantua mittlerweile wesentlich größer geworden war als das Dorf Montréal.

### Bevölkerungsentwicklung
| Jahr                       | 1962 | 1968 | 1975 | 1982 | 1990 | 1999 | 2011 | 2021 |
| Einwohner                  | 1640 | 1926 | 2560 | 3042 | 3496 | 3652 | 3422 | 3541 |
| Quellen: Cassini und INSEE |      |      |      |      |      |      |      |      |

Mit 3584 Einwohnern (Stand 1. Januar 2022) gehört Montréal-la-Cluse zu den mittelgroßen Gemeinden des Départements Ain. Seit Beginn der 1960er Jahre wurde eine markante Bevölkerungszunahme verzeichnet, verbunden mit einer Verdoppelung der Einwohnerzahl. Die Siedlungen La Cluse und Montréal sind heute schon fast zusammengewachsen. Die Ortsbewohner von Montréal-la-Cluse heißen auf Französisch Montréalais(es).

## Sehenswürdigkeiten
Die Pfarrkirche Saint-Maurice in Montréal wurde im 13. und 14. Jahrhundert im gotischen Stil errichtet; das Schiff hingegen wurde im 17. Jahrhundert weitgehend neu erbaut. Auf dem Felssporn oberhalb von Montréal sind Ruinen der einstigen Burg sichtbar. Auch auf dem Mont Bey befinden sich Ruinen eines ehemaligen Herrschaftssitzes. Zu den Natursehenswürdigkeiten zählt der Lac de Nantua, der in einem Becken eingebettet zwischen steilen, von Felsbändern durchzogenen Hängen liegt. Am Seeufer bei La Cluse gibt es einen schönen Park.

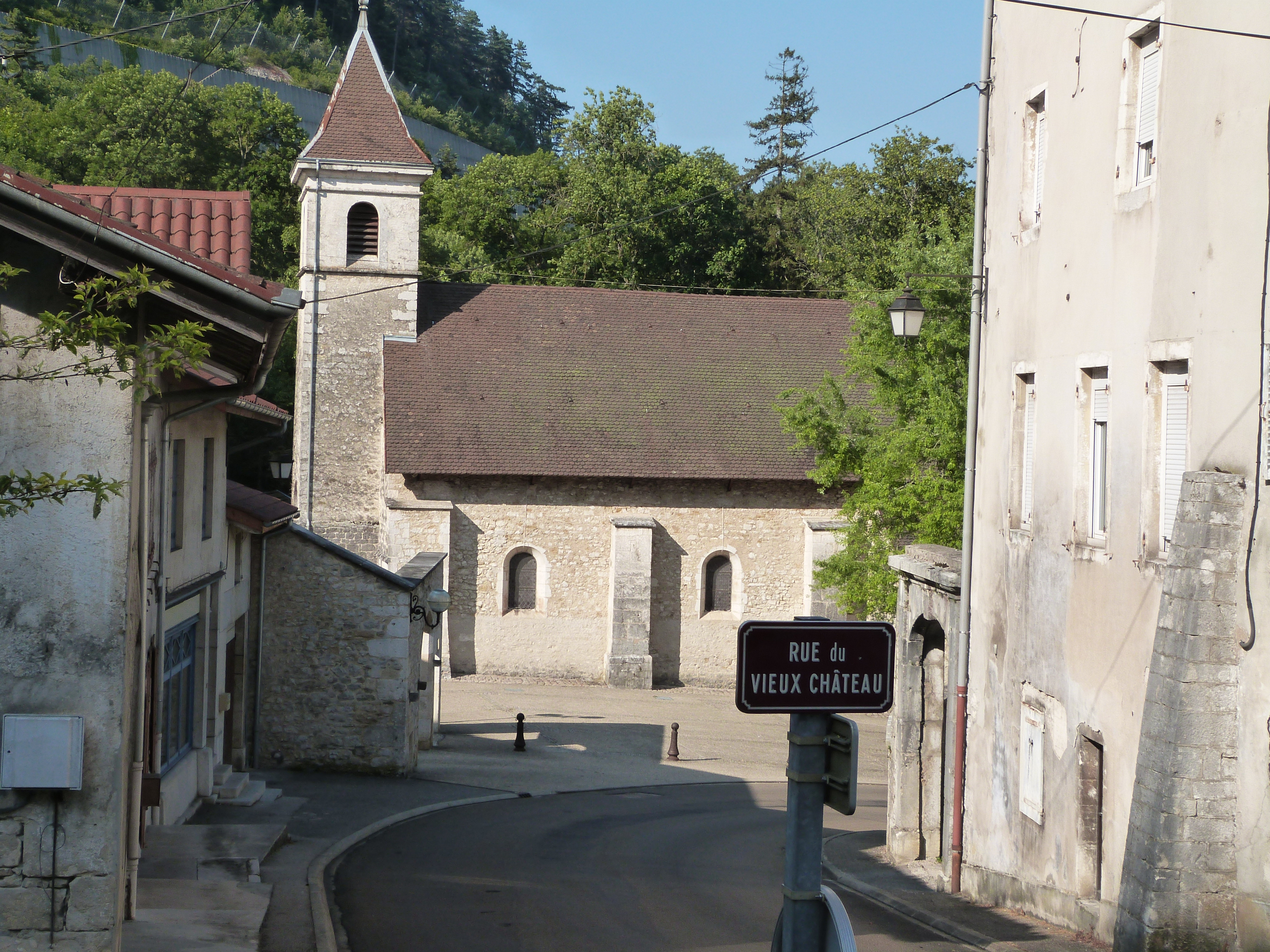
Kirche Saint-Maurice
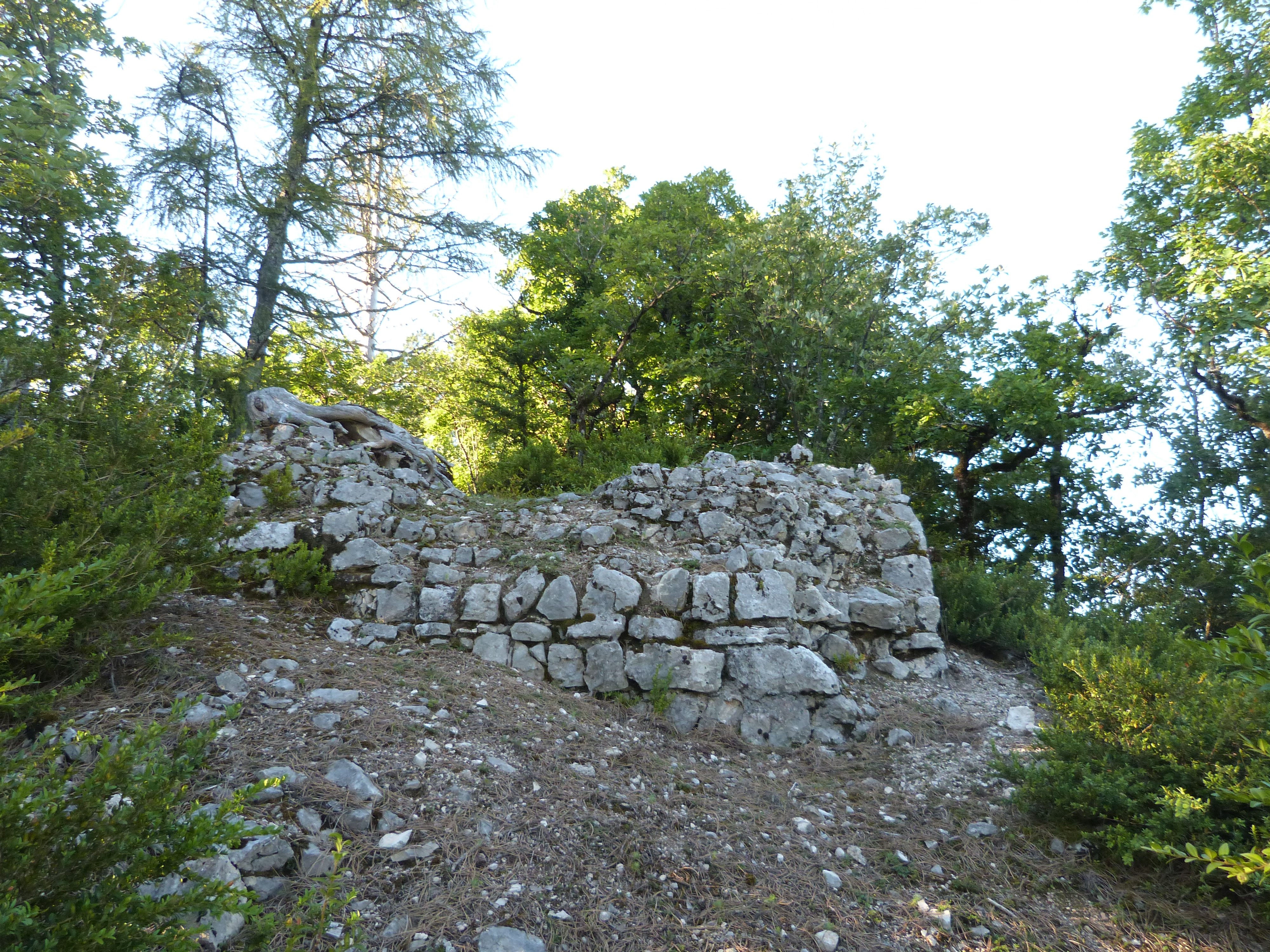
Mauerreste der Burg Montréal
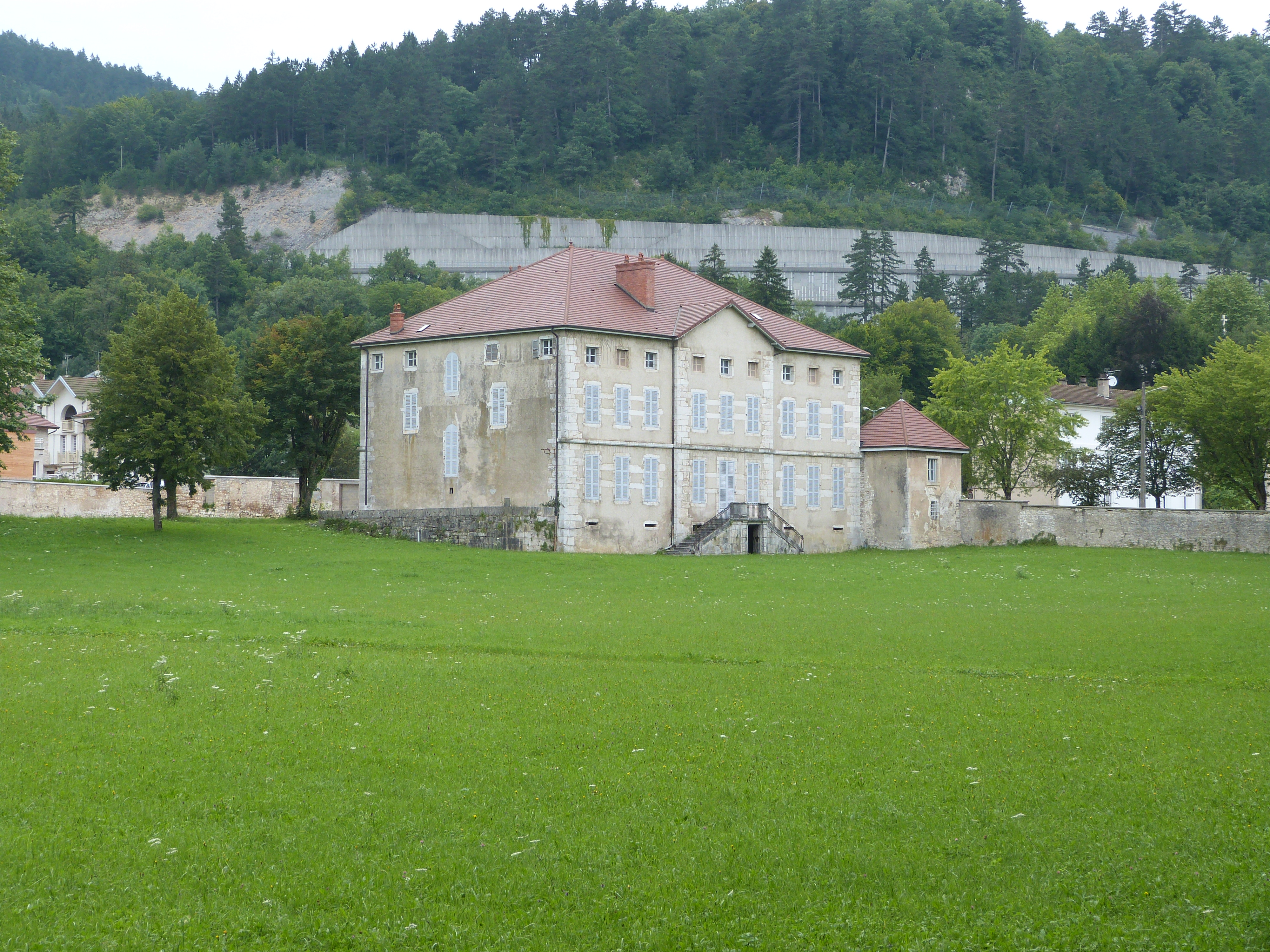
Schloss Douglas
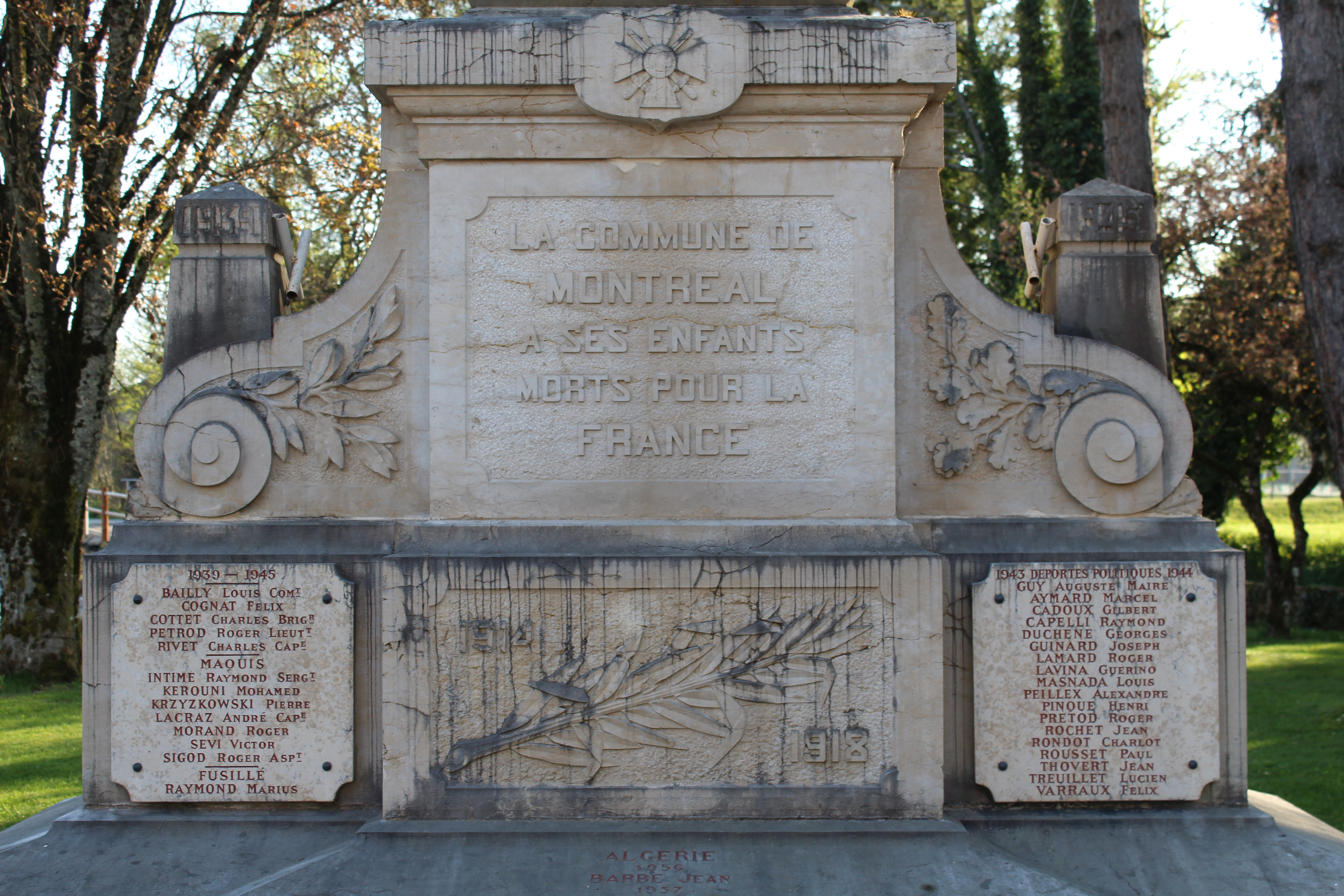
Gefallenendenkmal

## Wirtschaft und Infrastruktur

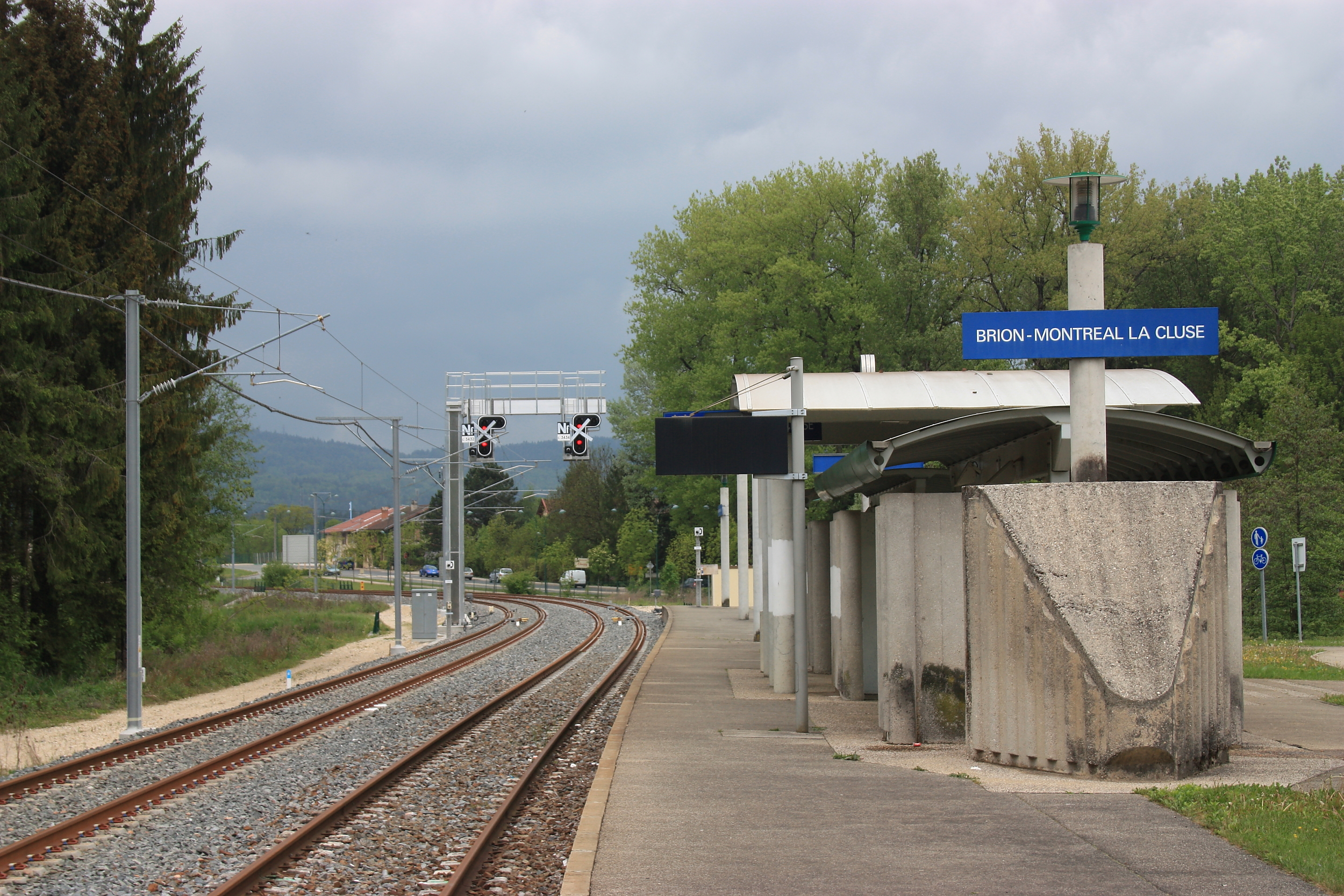
Haltepunkt Brion-Montréal-la-Cluse an der Linie Haut-Bugey

Montréal-la-Cluse war bis ins 20. Jahrhundert hinein ein vorwiegend durch die Landwirtschaft und die Forstwirtschaft geprägtes Dorf. Im Verlauf des 20. Jahrhunderts entwickelte sich La Cluse zu einem Industriestandort. An der verkehrstechnisch günstigen Lage in der Talebene westlich von La Cluse entstanden seit den 1970er Jahren größere Gewerbe- und Industriezonen. Hier siedelten sich Betriebe der Metallverarbeitung, der Kunststoffindustrie, der Möbelfabrikation und der feinmechanischen Industrie an.
Die Ortschaft ist verkehrsmäßig sehr gut erschlossen. Sie liegt an der Kreuzung der Departementsstraßen, die von Nantua nach Bourg-en-Bresse und von Oyonnax nach Pont-d’Ain führen. Der nächste Anschluss an die Autobahn A 404 (Saint-Martin-du-Frêne–Oyonnax), welche das Gemeindegebiet durchquert, befindet sich in einer Entfernung von rund zwei Kilometern. Im Weiteren liegt La Cluse an der Bahnstrecke Bourg-en-Bresse–Bellegarde mit Verbindungen nach Bourg-en-Bresse und Morez.
In Montréal-la-Cluse befinden sich zwei Vorschulen (école maternelle), eine staatliche Grundschule (école élémentaire) und eine Gesamtschule (collège).